# أيام مع ابنة زوجة أبي
أيام مع ابنة زوجة أبي (باليابانية : 義妹生活 نقرحة  : جيماي سيكاتسو، ترجمة حرفية : الحياة مع الأخت في القانون) هي عبارة عن مشروع وسائط ياباني مختلطة تم إنشائه بواسطة الكاتب غوست ميكاوا بدء نشره على قناة اليوتيوب التي تم إنشاءها في أبريل 2020 و تم تحميل أول فيديو عليها في 1 مايو 2020 .
الرواية الخفيفة من تأليف غوست ميكاوا و رسوم و توضيح هيتين تم نشر السلسلة في مجلة أم أف بونكو جي التابع لميديا فاكتوري في يناير 2021 و تم كتابة المانغا المعتمدة على قصة الرواية الخفيفة بواسطة المانغاكا يوميكا كاندي و تم نشرها أونلاين على الإنترنت عبر خدمة شونين أيس بلس التابعة لكودوكاوا شوتين في يوليو 2021
و بعد النجاح التي حققته السلسلة تقرر تحويلها لسلسلة أنمي مبنية على نفس القصة و تم عرضها لأول مرة في اليابان ضمن موسم صيف 2024 في الفترة من يوليو 2024 حتى سبتمبر 2024 حيث عمل استديو دين على العمل على هذه السلسلة و تم عرض الحلقة الأولى في 4 يوليو 2024

### الحبكة
في أحد الأيام يتزوج والد بطل قصتنا يوتا أسامورا فيجد لديه أخت غير شقيقة من زوجة أبيه و هي ساكي أياسي، و التي تصادف أنها الفتاة الأجمل في صفها ، فنتيجة زواج والد يوتا بأمها توجب على الأخيرة أن تعيش معه في نفس البيت . فيتعلما القيم المهمة حول العلاقات بين الرجل والمرأة، والتي يراها من خلال العلاقة بين والديهما، ومن أجل عدم التسبب في اختلاف في الأسرة ، يوعد كل من يوتا وساكي بالحفاظ على مسافة معقولة من بعضهما البعض، و ألا يكونا قريبين جدًا أو متعارضين جدًا. فساكي التي كانت تتوق إلى بناء أواصر المودة بين أفراد عائلتها و اضطرت إلي أن تظل في عزلة من أجلهم، فهى لا تعرف كيفية الاعتماد على الآخرين، بينما يشعر يوتا بالحيرة من كيفية التوصل مع أخته في القانون بشكل صحيح باعتباره شقيقها الأكبر. فيشعر الاثنان بالتشابه إلى حد ما، ويشعر الاثنان تدريجيًا بالراحة في المعيشة معًا و هكذا تستمر المواقف بينهم .

## الشخصيات
يوتا أسامورا (باليابانية : 浅村 悠太 ينطق باليابانية  : أسامولا يوتا)
أداء صوتي: كوهي أماساكي
بطل القصة هو أخ ساكي أياسي غير الشقيق ، و هو طالب في الصف الثاني الثانوي و يعمل في متجر لبيع الكتب بعد المدرسة و هو في السابعة عشر من عمره
ساكي أياسي (باليابانية : 綾瀬 沙季 ينطق باليابانية : أياسي ساكي)
أداء صوتي: يوكي ناكاشيما
بطلو القصة بجانب يوتا و هي أخته غير الشقيقة ، و هي طالبة في الصف الثاني الثانوي و تعتبر الطالبة الأجمل في صفها
توموزاكو مارو (باليابانية : 丸友 和 ينطق باليابانية : مالو توموزاكو)
أداء صوتي: دايكي هامانو
توموزاكو هو زميل يوتا في الصف و هو صديقه الوحيد و إلي جانب ذلك هو أحد أعضاء فريق كرة القاعدة و هو أوتاكو

مايا ناراساكا (باليابانية : 奈良坂 真綾 ينطق باليابانية : نالاساكا مايا)
أداء صوتي: أيو سوزوكي
تعد مايا هي زميلة ساكي في الصف و تمتاز بكونها فتاة مرحة و فضولية
إلى جانب ذلك قد انخرطت بشدة في حياة ساكي لأنها رأت أن ساكي أصبحت منعزلة في الفترة الأخيرة و هذا جعلها تضايق فقررت أن تأخذ على عاتقها أن تخرجها من عزلتها و بعد ذلك أصبحت صديقتها فلذلك يتم مشاهدتهما معًا في المدرسة
شيوري يوميوري (باليابانية : 読売 栞 ينطق باليابانية : شيولي يوميولي)
أداء صوتي: مينوري سوزوكي
شيوري هي طالبة جامعة تعمل في عمل جزئي كبائعة في محل الكتب الذي يعمل فيه يوتا فهي السينباي الخاص به

تايشي أسامورا (باليابانية : 浅村 太一 ينطق باليابانية : أسامولا تايشي)
أداء صوتي: كوهي أماساكي (الاعلان) ، تشيكاهيرو كوباياشي (الأنمي) 

هو والد يوتا و زوج أم ساكي بعدما أن أنفصل عن زوجته السابقة لعدة أسباب تزوج من أكيكو أياسي لترعى ابنه و تهتم به و هو على علاقة جيدة بساكي و يوتا

أكيكو أياسي (باليابانية : 綾瀬 亜季子 تنطق باليابانية : أكيكو أياسي)
أداء صوتي: أريكو هارا (الاعلان) ، رينا أويدا (الأنمي) 

أكيكو هي والدة ساكي و زوجة والد يوتا ، بعدما انفصلت عن زوجها
عملت لفترة بلا كلل أو ملل لكي تؤمن احتياجاتها هي و ابنتها و لتعيش ابنتها في مستوى مرموق حتى تزوجت من تايشي أسامورا والد يوتا

## الوسائط

### قناة اليوتيوب
أثناء كتابة للمانغا طلب أحد القراء من المؤلف غوست ميكاوا " التعمق أكثر في الحياة اليومية للشخصيات".  حيث القارئ كان مهتمًا برؤية ما سيحدث إذا حاول كتابة عمل غير عادي، و قرر المؤلف كتابة قصة تصور العلاقة بين الأشقاء . 
فيما يتعلق بإنتاج مقاطع الفيديو، فإن غوست ميكاوا المؤلف الأصلي للقصة ، و لكن يتم التعامل مع سيناريو القصة من قبل العديد من الكتاب.  و وفقا لميكاوا نفسه ، فإن أسلوب الكتابة لكل كاتب يظهر في كل نص، لذلك غالبًا ما يؤخذ كما هو. 
جميع مقاطع الفيديو الموجودة على قناة YouTube مترجمة بعدة لغات منها الإنجليزية والصينية والإسبانية والفيتنامية. 

### الرواية الخفيفة
سلسلة الروايات الخفيفة كتبها المانغاكا غوست ميكاوا و رسام الرسام هيتن. تم نشره شركة ميديا فاكتوري تحت بصمة النشر خاصتهم أم أف بونكو جي ، مع إصدار المجلد الأول في 25 يناير 2021؛ تم إصدار عشرة مجلدات اعتبارًا من 25 يناير 2024 .
في معرض Sakura-Con نسخة 2023 ، أعلنت شركة ين بريس أنها أشترت حقوق نشر السلسلة في قارة أمريكا الشمالية و البلدان الناطقة باللغة الإنجليزية

#### قائمة مجلدات الرواية الخفيفة
| ترتيب المجلد | كودوكاوا         | كودوكاوا                     |
| ترتيب المجلد | تاريخ نشر المجلد | الرقم التعريفي الدولي للكتاب |
| ------------ | ---------------- | ---------------------------- |
| 1            | 25 يناير 2021    | ISBN 978-4-04-064726-5       |
| 2            | 25 مارس 2021     | ISBN 978-4-04-680326-9       |
| 3            | 21 يوليو 2021    | ISBN 978-4-04-680607-9       |
| 4            | 24 ديسمبر 2021   | ISBN 978-4-04-681001-4       |
| 5            | 25 أبريل 2022    | ISBN 978-4-04-681361-9       |
| 6            | 25 أغسطس 2022    | ISBN 978-4-04-681656-6       |
| 7            | 23 ديسمبر 2022   | ISBN 978-4-04-682033-4       |
| 8            | 25 أبريل 2023    | ISBN 978-4-04-682404-2       |
| 9            | 25 أغسطس 2023    | ISBN 978-4-04-682764-7       |
| 10           | 25 يناير 2024    | ISBN 978-4-04-683233-7       |
| 11           | 25 يوليو 2024    | ISBN 978-4-04-683793-6       |
| 12           | 25 أكتوبر 2024   | ISBN 978-4-04-684229-9       |

### المانغا
بعد النجاح التي حققته الرواية الخفيفة تقرر تحويل الرواية إلي سلسلة مانجا برسوم الفنان يوميكا كاندي و تم نشر المانغا في خدمة الويب عبر الإنترنت شونين أيس بلس التابعة لـ كادوكاوا شوتين في 16 يوليو 2021 
و خلال معرض أنمي نيويورك 2023 في لوحة كوداكاوا ، أعلنت شركة ين بريس أشترت حقوق نشر السلسلة في قارة أمريكا الشمالية و البلدان الناطقة باللغة الإنجليزية . 

### قائمة مجلدات المانغا
| كادوكاوا             | كادوكاوا         | كادوكاوا               |
| ترتيب مجلدات المانغا | تاريخ نشر المجلد | ردمك                   |
| -------------------- | ---------------- | ---------------------- |
| 1                    | 26 أبريل 2022    | ISBN 978-4-04-112284-6 |
| 2                    | 26 ديسمبر 2022   | ISBN 978-4-04-113171-8 |
| 3                    | 26 سبتمبر 2023   | ISBN 978-4-04-113914-1 |
| 4                    | 25 يونيو 2024    | ISBN 978-4-04-115047-4 |

### أنيمي
في 24 يوليو 2022، خلال معرض "Natsu no Gakuensai 2022" التابع لمجلة المانغا أم أف بونكو جي تم الإعلان عن السلسلة الأنمي تلفزيوني. بحيث يقوم طاقم قناة اليوتيوب بإعادة تمثيل أدوارهم.   سيتم إنتاجه بواسطة ستديو دين و حيث يعمل تاكيهيرو أونيو على أخراج السلسلة و ميتسوتاكا هيروتو على كتابة الحوار و مانابو نيي على تصميم الشخصيات و كيتوكا Citoca على الموسيقى التصويرية .  و بعد النجاح التي حققته السلسلة تقرر تحويلها لسلسلة أنمي مبنية على نفس القصة و تم عرضها لأول مرة في اليابان ضمن موسم صيف 2024 في الفترة من يوليو 2024 حتى سبتمبر 2024 حيث سيعمل استديو دين على العمل على السلسلة . 

## استقبال
حققت الرواية الخفيفة المركز السابع في فئة البونكوبون و المرتبة الثالثة في قائمة الأعمال الجديدة بحسب طبعة 2022 الدليل السنوي للروايات الخفيفة : كونو لايت نوفل جا سوجوي ! التابع لشركة تاكاراجيماشا .  و بحلول يناير 2024 تم بيع أكثر من 600 ألف نسخة متداولة .

## أنظر أيضا
- صديقة أختي الصغيرة لديها هذا بالنسبة لي! ، سلسلة روايات خفيفة أخرى لنفس المؤلف

## الروابط الخارجية
- القناة الرسمية على اليوتيوب (باليابانية)
- (باليابانية)
- (باليابانية)
- (باليابانية)
- الحساب الرسمي على تويتر (باليابانية)
- أيام مع ابنة زوجة أبي (light novel) في شبكة أخبار الأنمي